# World Open
World Open — профессиональный рейтинговый турнир по снукеру, один из наиболее важных турниров в мэйн-туре. До 2010 года назывался Гран-при (англ. Grand Prix) 

## История
Впервые турнир был проведён в 1982 году в Бирмингеме, без телетрансляции и спонсорства, однако, сразу в качестве рейтингового. В нём участвовало 60 игроков, но никто не получил посева. Из-за этого уже во втором раунде сошлись фавориты турнира, Рэй Риардон и Алекс Хиггинс. В том матче победил Риардон, он же впоследствии и стал чемпионом всего турнира. Для валлийца это была последняя победа на рейтинговых турнирах.
В 1983 году впервые был проведён посев игроков из Топ-32. Также увеличилось общее количество участников, выросли призовые. Вторым победителем турнира стал Тони Ноулз, победивший в решающей партии Джо Джонсона. Ноулз получил за победу 12 500 фунтов стерлингов.
В 1984 Гран-при стал спонсироваться компанией Rothmans, тогда же он стал транслироваться телеканалом BBC. С тех пор популярность соревнования резко выросла, и вскоре Гран-при стал одним из важнейших турниров сезона.
В финале Гран-при 1985 года встретились Деннис Тейлор и Стив Дэвис: победителем стал Дэвис, 10:9. А в последующие несколько лет титулом владели два игрока: Стив Дэвис (2 раза) и Стивен Хендри (3 раза), пока в 1992 году Джимми Уайт не победил Кена Доэрти, 10:9, в финале, став, таким образом, последним чемпионом Rothmans Гран-при.
В 1993 пришёл новый спонсор, Шкода, а матчи перенесли в Дерби. В финале первого «Шкода Гран-при» вновь играл Кен Доэрти и снова проиграл, на этот раз Питеру Эбдону, 6:9. «Шкода» осталась с турниром ещё на 2 года; оба раза в финале сыграл молодой шотландец, Джон Хиггинс. В 1994 18-летний Хиггинс выигрывает свой первый рейтинговый турнир, а на следующий год уступает титул соотечественнику, Стивену Хендри.
С 1996 по 2001 Гран-при проходит без спонсоров. В 1998 он переносится в Престон, где до этого игрался чемпионат Великобритании, и остаётся здесь до 2000 года, пока его снова не переносят, на этот раз в маленький городок Телфорд.
Спустя ещё один год был найден новый спонсор, но на последующие три сезона турнир поменял название на Кубок LG (из-за названия спонсора — LG Electronics). Но в основном турнир не претерпел больших изменений.
В 2004 году турнир вернул старое название — Гран-при. Чемпионом того года стал Ронни О’Салливан, победивший Иана Маккалоха, 9:5. О’Салливан вновь вышел в финал Гран-при через год, но был побеждён Джоном Хиггинсом, 9:2. Хиггинс в том матче набрал 494 безответных очка (рекорд для рейтинговых турниров), а также сделал 4 сенчури-брейка.
В 2006 году на турнире был введён новый формат: два этапа круговых раундов и игры плей-офф с 1/8 финала. А победитель Гран-при 2006 — Нил Робертсон — стал первым австралийцем, выигравшим рейтинговый турнир.
В 2007 чемпионом стал Марко Фу из Гонконга, а в 2008 году на Гран-при снова победил Хиггинс. В том же году «экспериментальный» формат турнира ещё раз претерпел изменение: после каждого круга соперники определялись жребием.
В 2010 году Гран-при изменил название на World Open, однако значение и статус его остались прежними. В сезоне 2011/12 было решено перенести турнир в Китай (город Хайкоу провинции Хайнань) и разыграть его не осенью, как прежде, а весной (в конце сезона). В 2015 году турнир не состоялся в связи с тем, что контракт с промоутер не был продлён, а новое место проведения World Open оперативно не нашлось.
В 2016 году World Open вернулся в календарь и теперь проводится в Юшане. В 2020-2023 гг. не проводился из-за пандемии COVID-19.
В 2024 году турнир вновь вернулся в мэйн-тур, его победителем стал Джадд Трамп.
На World Open (Гран-при) состоялось 9 максимальных брейков: 3 раза отличился Ронни О’Салливан (1999, 2001 и 2010), 2 — Джон Хиггинс (2003 и 2004), по разу — Джейми Коуп (2006 — квалификация), Джейми Бёрнетт (2007 — квалификация), Том Форд (2007 — групповой этап) и Зак Шурети (2024 — квалификация).

## Победители
| Год                             | Чемпион                         | Финалист                        | Счёт                            | Место проведения                | Сезон                           |
| Турнир профессиональных игроков | Турнир профессиональных игроков | Турнир профессиональных игроков | Турнир профессиональных игроков | Турнир профессиональных игроков | Турнир профессиональных игроков |
| ------------------------------- | ------------------------------- | ------------------------------- | ------------------------------- | ------------------------------- | ------------------------------- |
| 1982                            | Рэй Риардон                     | Джимми Уайт                     | 10:5                            | Бирмингем                       | 1982/83                         |
| 1983                            | Тони Ноулз                      | Джо Джонсон                     | 9:8                             | Бристоль                        | 1983/84                         |
| Rothmans Гран-при               |                                 |                                 |                                 |                                 |                                 |
| 1984                            | Деннис Тейлор                   | Клифф Торбурн                   | 10:2                            | Рединг                          | 1984/85                         |
| 1985                            | Стив Дэвис                      | Деннис Тейлор                   | 10:9                            | Рединг                          | 1985/86                         |
| 1986                            | Джимми Уайт                     | Рекс Уильямс                    | 10:6                            | Рединг                          | 1986/87                         |
| 1987                            | Стивен Хендри                   | Деннис Тейлор                   | 10:7                            | Рединг                          | 1987/88                         |
| 1988                            | Стив Дэвис                      | Алекс Хиггинс                   | 10:6                            | Рединг                          | 1988/89                         |
| 1989                            | Стив Дэвис                      | Дин Рейнолдс                    | 10:0                            | Рединг                          | 1989/90                         |
| 1990                            | Стивен Хендри                   | Найджел Бонд                    | 10:5                            | Рединг                          | 1990/91                         |
| 1991                            | Стивен Хендри                   | Стив Дэвис                      | 10:6                            | Рединг                          | 1991/92                         |
| 1992                            | Джимми Уайт                     | Кен Доэрти                      | 10:9                            | Рединг                          | 1992/93                         |
| Шкода Гран-при                  |                                 |                                 |                                 |                                 |                                 |
| 1993                            | Питер Эбдон                     | Кен Доэрти                      | 9:6                             | Рединг                          | 1993/94                         |
| 1994                            | Джон Хиггинс                    | Дэйв Харольд                    | 9:6                             | Дерби                           | 1994/95                         |
| 1995                            | Стивен Хендри                   | Джон Хиггинс                    | 9:5                             | Сандерленд                      | 1995/96                         |
| Гран-при                        |                                 |                                 |                                 |                                 |                                 |
| 1996                            | Марк Уильямс                    | Юэн Хендерсон                   | 9:5                             | Борнмут                         | 1996/97                         |
| 1997                            | Доминик Дэйл                    | Джон Хиггинс                    | 9:6                             | Борнмут                         | 1997/98                         |
| 1998                            | Стивен Ли                       | Марко Фу                        | 9:2                             | Престон                         | 1998/99                         |
| 1999                            | Джон Хиггинс                    | Марк Уильямс                    | 9:8                             | Престон                         | 1999/00                         |
| 2000                            | Марк Уильямс                    | Ронни О'Салливан                | 9:5                             | Телфорд                         | 2000/01                         |
| Кубок LG                        |                                 |                                 |                                 |                                 |                                 |
| 2001                            | Стивен Ли                       | Питер Эбдон                     | 9:4                             | Престон                         | 2001/02                         |
| 2002                            | Крис Смолл                      | Алан Макманус                   | 9:5                             | Престон                         | 2002/03                         |
| 2003                            | Марк Уильямс                    | Джон Хиггинс                    | 9:5                             | Престон                         | 2003/04                         |
| Totesport Гран-при              |                                 |                                 |                                 |                                 |                                 |
| 2004                            | Ронни О'Салливан                | Иан Маккалох                    | 9:5                             | Престон                         | 2004/05                         |
| Гран-при                        |                                 |                                 |                                 |                                 |                                 |
| 2005                            | Джон Хиггинс                    | Ронни О'Салливан                | 9:2                             | Престон                         | 2005/06                         |
| Royal London Watches Гран-при   |                                 |                                 |                                 |                                 |                                 |
| 2006                            | Нил Робертсон                   | Джейми Коуп                     | 9:5                             | Абердин                         | 2006/07                         |
| 2007                            | Марко Фу                        | Ронни О'Салливан                | 9:6                             | Абердин                         | 2007/08                         |
| 2008                            | Джон Хиггинс                    | Райан Дэй                       | 9:7                             | Глазго                          | 2008/09                         |
| 2009                            | Нил Робертсон                   | Дин Цзюньхуэй                   | 9:4                             | Глазго                          | 2009/10                         |
| World Open                      |                                 |                                 |                                 |                                 |                                 |
| 2010                            | Нил Робертсон                   | Ронни О'Салливан                | 5:1                             | Глазго                          | 2010/11                         |
| Haikou World Open               |                                 |                                 |                                 |                                 |                                 |
| 2012                            | Марк Аллен                      | Стивен Ли                       | 10:1                            | Хайкоу                          | 2011/12                         |
| 2013                            | Марк Аллен                      | Мэттью Стивенс                  | 10:4                            | Хайкоу                          | 2012/13                         |
| 2014                            | Шон Мерфи                       | Марк Селби                      | 10:6                            | Хайкоу                          | 2013/14                         |
| World Open                      |                                 |                                 |                                 |                                 |                                 |
| 2016                            | Алистер Картер                  | Джо Пэрри                       | 10:8                            | Юшань                           | 2016/17                         |
| 2017                            | Дин Цзюньхуэй                   | Кайрен Уилсон                   | 10:3                            | Юшань                           | 2017/18                         |
| 2018                            | Марк Уильямс                    | Дэвид Гилберт                   | 10:9                            | Юшань                           | 2018/19                         |
| 2019                            | Джадд Трамп                     | Тепчайя Ун-Нух                  | 10:5                            | Юшань                           | 2019/20                         |
| 2024                            | Джадд Трамп                     | Дин Цзюньхуэй                   | 10:4                            | Юшань                           | 2023/24                         |
| 2025                            | Джон Хиггинс                    | Джо О’Коннор                    | 10:6                            | Юшань                           | 2024/25                         |